# Eugen Trică
Eugen Trică (* 5. August 1976 in Teslui, Kreis Dolj) ist ein ehemaliger rumänischer Fußballspieler und heutiger -trainer. Der Mittelfeldspieler bestritt insgesamt 410 Spiele in der rumänischen Liga 1, der bulgarischen A Grupa, der israelischen Ligat ha’Al und der zyprischen First Division. In den Jahren 2001 und 2008 gewann er die rumänische Meisterschaft.

## Karriere

### Verein
Trică startete 1994 seine Profikarriere bei Universitatea Craiova und wechselte 1998 zu Steaua Bukarest, wo er auch seinen ersten Titel holte. 2003 wechselte er zu Litex Lowetsch, wo er in zwei Saisons 55 Spiele bestritt. Danach wechselte er ablösefrei nach Israel zu Maccabi Tel Aviv. Im Februar 2006 wechselte er wieder in die bulgarische A Grupa zu ZSKA Sofia. 2007 spielte er bei CFR Cluj und stieg dort zur Führungsperson auf. Im Januar 2009 wechselte Trică für eine Ablösesumme von circa 400.000 Euro in die zypriotische First Division zu Anorthosis Famagusta. Im Juli 2009 kehrte Trica wieder zum CFR Cluj zurück, von wo aus er einen Monat später nochmals zu Universitatea Craiova weiterwechselte. Nach der Suspendierung von Mark Wotte am 1. Mai 2010 wurde Trică für das Ligaspiel am 5. Mai 2010 gegen Ceahlăul Piatra Neamț zum neuen Cheftrainer ernannt, bevor dann George Biță die Vorbereitung der Mannschaft für das Spiel gegen CFR Cluj am 10. Mai 2010 übernahm. Im Sommer 2010 wechselte Trică als Spieler zu CS Concordia Chiajna in die Liga II und schaffte mit dem Verein 2011 den Aufstieg in die Liga 1. Ende 2011 beendete er seine aktive Laufbahn.

### Nationalmannschaft
Trică bestritt zwei Spiele für Rumänien zur EURO-Qualifikation in Österreich und der Schweiz.

## Karriere als Trainer
Schon gegen Ende seiner aktiven Laufbahn war Trică kurzzeitig Spielertrainer des FC Universitatea Craiova. Im Sommer 2012 wurde er Cheftrainer von Juventus Bukarest in der Liga III. Dieses Amt gab er im April 2013 auf, um als Nachfolger von Paulo Sérgio CFR Cluj in der Liga 1 zu trainieren. Am Saisonende trennten sich die Wege wieder, nachdem er die Qualifikation zur Europa League verpasst hatte. Im September 2013 beerbte er Adrian Falub bei UTA Arad in der Liga II, wo er im Februar 2014 wieder seinen Hut nehmen musste. Im Mai 2014 heuerte er erneut bei Juventus Bukarest in der Liga III an. Mit Juventus spielte er um den Aufstieg in die Liga II, gab den Posten Ende Dezember 2014 jedoch auf, um abermals CFR Cluj zu trainieren. Als Nachfolger von Vasile Miriuță hatte er kein Glück und wurde Anfang April 2015 nach drei Punkten aus acht Spielen wieder entlassen. Im September 2015 wurde er Cheftrainer von CSM Metalul Reșița in der Liga II. Nach lediglich vier Punkten aus acht Spielen wurde er im November 2015 entlassen und durch Carol Gurgu ersetzt.
Im Dezember 2015 heuerte Trică als Assistenztrainer von Victor Pițurcă beim saudi-arabischen Verein Ittihad FC an. Auch unter dessen Nachfolger José Luis Sierra blieb er dem Klub treu. Mitte 2016 verließ er den Verein. Seit Sommer 2017 ist er Assistent von Flavius Stoican bei CSMS Iași.

## Erfolge/Titel
- Bulgarischer Pokalsieger (2): 2003/04, 2005/06
- Bulgarischer Supercupsieger (1): 2005/06
- Rumänischer Meister (2): 2000/01, 2007/08
- Rumänischer Pokalsieger (4): 1998/99, 1999/2000, 2001/02, 2007/08
- Rumänischer Supercupsieger (1): 2000/01

## Privates
Trică war verheiratet mit Lorena Balaci, der Tochter von Ilie Balaci, einem der besten rumänischen Fußballer vergangener Tage. Er ist von ihr seit 2015 geschieden.